# Oil City (Venango County, Pennsylvania)
Oil City ist eine Stadt im Venango County des US-Bundesstaates Pennsylvania. Das U.S. Census Bureau hat bei der Volkszählung 2020 eine Einwohnerzahl von 9613 ermittelt. Die Stadt ist bekannt für ihre Bedeutung bei der Entwicklung der Erdölindustrie. Sie befindet sich an einer Biegung des Allegheny River an der Mündung des Oil Creek.

## Geschichte
Die anfängliche Besiedlung von Oil City war sporadisch und an die Eisenindustrie gebunden. Nachdem 1861 die ersten Ölquellen gebohrt wurden, entwickelte sich die Stadt zum Zentrum der Erdölindustrie in Pennsylvania und beherbergte den Hauptsitz der Motorölfirmen Pennzoil, Quaker State und Wolf’s Head. Die meisten Ölunternehmen haben die Stadt inzwischen allerdings verlassen.
1862 wurde Oil City als Borough gegründet und vereinigte damit verschiedene Siedlungen. 1871 fusionierte Oil City mit dem angrenzenden Venango City.

## Demografie
Nach einer Schätzung von 2019 leben in Oil City 9618 Menschen. Die Bevölkerung teilt sich im selben Jahr auf in 97,1 % Weiße, 0,8 % Afroamerikaner, 0,1 % Asiaten und 1,8 % mit zwei oder mehr Ethnizitäten. Hispanics oder Latinos aller Ethnien machten 1,9 % der Bevölkerung aus. Das mittlere Haushaltseinkommen lag bei 64.696 US-Dollar und die Armutsquote bei 6,2 %.

## Söhne und Töchter der Stadt
- Wilbur H. Porterfield (1873–1958), Fotograf und Piktorialist
- Josephine McKim (1910–1992), Schwimmerin und Schauspielerin
- Francis Gabreski (1919–2002), Jagdpilot